# Unión Budista de España, Federación de Entidades Budistas de España

La rueda del dharma, un símbolo budista.

La Unión Budista de España, Federación de Entidades Budistas de España (UBE-FEBE), anteriormente denominada Federación de Comunidades Budistas de España, federación religiosa constituida al amparo de la L.O. 7/1980 de 5 de julio, de Libertad Religiosa, que agrupa a las diferentes entidades budistas, tanto tradicionales como modernas presentes en España. Pueden formar parte de la federación aquellas entidades religiosas budistas que tengan una antigüedad mínima de tres años, estén inscritas en el Registro de Entidades Religiosas del Ministerio de la Presidencia, y sean admitidas por el Consejo de la UBE.
La federación funciona desde 1991 como representación oficial del Budismo en España ante los poderes públicos y la sociedad. Su presidente actual es Luis Morente Leal, y con anterioridad lo han sido Florencio Serrano Prior, Antonio Mínguez Reguera, y Miguel Ángel Rodríguez Tarno y Enrique Caputo Rivera.
En octubre de 2007, y por solicitud formulada por la federación, el Ministerio de Justicia otorgó al budismo la declaración de religión de notorio arraigo en España.
El día 3 de diciembre de 2018, reunido en Madrid el consejo extraordinario de la entonces Federación de Comunidades Budistas de España, decide cambiar su denominación en estatutos pasando a llamarse Unión Budista de España, Federación de Entidades Budistas de España (En siglas UBE-FEBE).
Es miembro de la Comisión Asesora de Libertad Religiosa del Ministerio de la Presidencia, así como del patronato de la Fundación pública Pluralismo y Convivencia. A nivel internacional es miembro de la European Buddhist Union.
Constituida inicialmente por cinco comunidades, actualmente la UBE-FEBE reúne a la mayoría de las principales entidades budistas de España. De estas dependen, a su vez, un gran número de centros de práctica.
La estructura organizativa, funciones, y otros datos de la UBE-FEBE, pueden ser consultadas en sus Estatutos, a través de la página web de la federación.